# يورغن كولومبو
يورغن كولومبو (بالبولندية: Jürgen )‏ (و. 1949  م) هو راكب دراجة هوائية ألماني، ولد في جلونا غورا، شارك في الألعاب الأولمبية الصيفية 1972.

## روابط خارجية
- يورغن كولومبو على موقع أرشيف الدراجات (الإنجليزية)
- يورغن كولومبو على موقع CycleBase (الإنجليزية)
- يورغن كولومبو على موقع أوليمبيديا (الإنجليزية)